# Sainte-Alauzie
Sainte-Alauzie è un comune francese di 143 abitanti situato nel dipartimento del Lot nella regione dell'Occitania.

## Società

### Evoluzione demografica
Abitanti censiti